# ОШ „Раде Кончар” Земун
ОШ „Раде Кончар” једна је од основних школа у Београду. Налази се у улици Златиборска 44, у општини Земун.

## Опште информације
Школа је почела са радом 13. септембра 1962. године у новој згради у земунском парку Јеловац. Настава у школи одвија се у две смене, које су подељене по млађим и старијим разредима. Школа располаже за 16 учионица, два кабинета за техничко и инвформатичко образовање, кабинетом за информатику и дигиталном учионицом, кабинетима за музичку и ликовну културу, фискултурном салом, као и ограђеним двориштем и спортским теренима за фудбал, одбојку и кошарку који се простиру на више од 11 000 м2. У школи се такође налази трпезарија са делом за ужину и зубна амбуланта.
У оквиру школе реализују се многе ненаставне активности као што су:  драмска, литерарна, лингвистичка, рецитаторска, новинарска и библиотекарска секција, затим хор и ликовна секција. Такође, постоје, математичка секција, млади Енглези, млади научници, млади хемичари, историчари, биолози и географи, еколошка секција и секције из области технике: саобраћајна, грађевинска, информатичка и моделари. Међу спортским секцијама постоје фудбалска, кошаркашка, рукометна и одбојкашка.
Носи име Радета Кочара, револуционара, секретара Централног комитета КП Хрватске, члана ЦК КП Југославије, једног од организатора Народноослободилачке борбе у Хрватској и народног хероја Југославије.